# Amblytylus nasutus
Amblytylus nasutus, auch Gewöhnliche Breitnase genannt, ist eine Wanzenart aus der Familie der Weichwanzen (Miridae).

## Merkmale
Die Wanzen werden 3,9 bis 4,8 Millimeter lang. Die Arten der Gattung Amblytylus haben eine grünlich-gelbe Grundfarbe und einen langgestreckten, ovalen Körper. Ihr Kopf ist verhältnismäßig lang; nahezu gleich lang wie breit. Die Facettenaugen sind klein. Die Körperoberseite ist dicht behaart. Bei Amblytylus nasutus sind diese Haare dunkel, wie es auch die Membrane der Hemielytren sind. Man kann die Art auch mit Lopus decolor und Megalocoleus molliculus.

## Vorkommen und Lebensraum
Die Art ist vom Süden Skandinaviens bis nach Nordafrika und östlich bis Kleinasien verbreitet. Sie wurde durch den Menschen in Nordamerika eingeschleppt. In Deutschland, wo sie die mit Abstand häufigste Art ihrer Gattung ist, ist die Art weit verbreitet, wird jedoch nach Norden seltener. Sie ist in Österreich im Osten nicht selten. Besiedelt werden trockene sowie mäßig feuchte, offene Lebensräume mit Bewuchs mit Süßgräsern (Poaceae).

## Lebensweise
Die Wanzen leben an Süßgräsern, wie etwa Wiesen-Rispengras (Poa pratensis) oder Straußgräsern (Agrostis). Die adulten Wanzen treten ab Anfang Juni, selten schon ab Ende Mai auf und können bis Anfang August angetroffen werden. Die Weibchen legen ihre Eier knapp unterhalb der Ähren der Wirtspflanzen in den Hohlraum des Stängels ab.

## Belege